# Steven Universe Future
Steven Universe, le film
Steven Universe Future, une série télévisée américaine en vingt épisodes de 11 minutes, épilogue de la série Steven Universe, et diffusée entre le 7 décembre 2019 et le 27 mars 2020 sur Cartoon Network.
Cette série est diffusée en France sur Cartoon Network depuis le 28 décembre 2019. Elle reste inédite dans les autres pays francophones.

## Synopsis
La série se concentre sur le devenir des personnages après les événements de la saison 5 et du film d'animation alors que Steven cherche maintenant un objectif dans la vie après qu'il a amené la paix dans l'univers et qu'il doit gérer ses propre angoisses.

## Distribution

### Personnages principaux
- Zach Callison : Steven Universe, Onion, Cactus Steven
- Estelle Swaray : Garnet
- Michaela Dietz : Amethyst, les gardes Quartz
- Deedee Magno Hall : Pearl et les autres Perles
- Shelby Rabara : Peridot

### Personnages récurrents
- Tom Scharpling : Greg Universe
- Grace Rolek : Connie Maheswaran
- Charlyne Yi : Ruby, Eyeball, toutes les Rubies
- Erica Luttrell : Sapphire
- Jennifer Paz : Lapis Lazuli et toutes les Lapis
- Miriam A. Hyman : Bismuth
- Kimberly Brooks : Jasper et les autres Quartz
- Sarah Stiles : Spinel
- Christine Ebersole : White Diamond
- Patti LuPone : Yellow Diamond
- Lisa Hannigan : Blue Diamond
- Michelle Maryk : Larimar
- Dee Bradley Baker : Lion

## Épisodes
Le 20 novembre 2019, Cartoon Network annonce la date officielle de début de diffusion, datée pour le 7 décembre 2019. La diffusion se clôture le 27 mars 2020 avec un quadruple épisode final.
| Diffusion (États-Unis) | Diffusion (États-Unis) | Diffusion (États-Unis) |
| Épisodes               | Diffu. début de saison | Diffu. fin de saison   |
| ---------------------- | ---------------------- | ---------------------- |
| 20                     | 7 décembre 2019        | 27 mars 2020           |

| Diffusion (France) | Diffusion (France)     | Diffusion (France)   |
| Épisodes           | Diffu. début de saison | Diffu. fin de saison |
| ------------------ | ---------------------- | -------------------- |
| 20                 | 28 décembre 2019       | 27 juin 2021         |

## Liste des épisodes
| #  | Titre français               | Titre original         | Première diffusion |
| -- | ---------------------------- | ---------------------- | ------------------ |
| 1  | La petite école des Gemmes   | Little Homeschool      | 7 décembre 2019    |
| 2  | Conseils d'orientation       | Guidance               | 7 décembre 2019    |
| 3  | L'éclosion des roses         | Rose Buds              | 7 décembre 2019    |
| 4  | Volley-ball                  | Volleyball             | 7 décembre 2019    |
| 5  | Azurite-Malachite            | Bluebird               | 14 décembre 2019   |
| 6  | Un épisode très spécial      | A Very Special Episode | 14 décembre 2019   |
| 7  | Jour de Neige                | Snow day               | 21 décembre 2019   |
| 8  | La vie en bleu               | Why So Blue            | 21 décembre 2019   |
| 9  | La fête de fin d'études      | Little Graduation      | 28 décembre 2019   |
| 10 | Problème épineux             | Prickly Pair           | 28 décembre 2019   |
| 11 | Rêves en série               | In Dreams              | 6 mars 2020        |
| 12 | Garder l'équilibre           | Bismuth Casual         | 6 mars 2020        |
| 13 | Ensemble pour la vie         | Together Forever       | 13 mars 2020       |
| 14 | Une douleur grandissante     | Growing Pains          | 13 mars 2020       |
| 15 | Sur la route                 | Mr. Universe           | 20 mars 2020       |
| 16 | La revanche                  | Fragments              | 20 mars 2020       |
| 17 | Entretiens avec les Diamants | Homeworld Bound        | 23 mars 2020       |
| 18 | Tout va bien                 | Everything’s Fine      | 27 mars 2020       |
| 19 | Je suis un monstre           | I am my monster        | 27 mars 2020       |
| 20 | Le Futur                     | The Future             | 27 mars 2020       |